# シャーリー・ホリマン
シャーリー・ホリマン (Shirlie Holliman) として知られる、シャーリー・ケンプ（Shirlie Kemp、旧姓：ホリマン (Holliman)、1962年4月18日 - ）は、イングランドの歌手で、1980年代にデュオ、ペプシ&シャーリーの一員として、ワム!とともに有名になった。

## 生い立ち
ホリマンは、ハートフォードシャー州ワトフォードに近い、ブッシーの公営住宅で、5人きょうだいの一人として育った。彼女は、乗馬のインストラクターになりたいと考えていたが、18歳の時にアレルギー性鼻炎が酷くなり、何もできなくなっていたところで、男友達だったアンドリュー・リッジリーが、自分と友人のジョージ・マイケルが地元でギグをするから、演奏しているところで踊っていてくれないかと提案した。

## 音楽活動

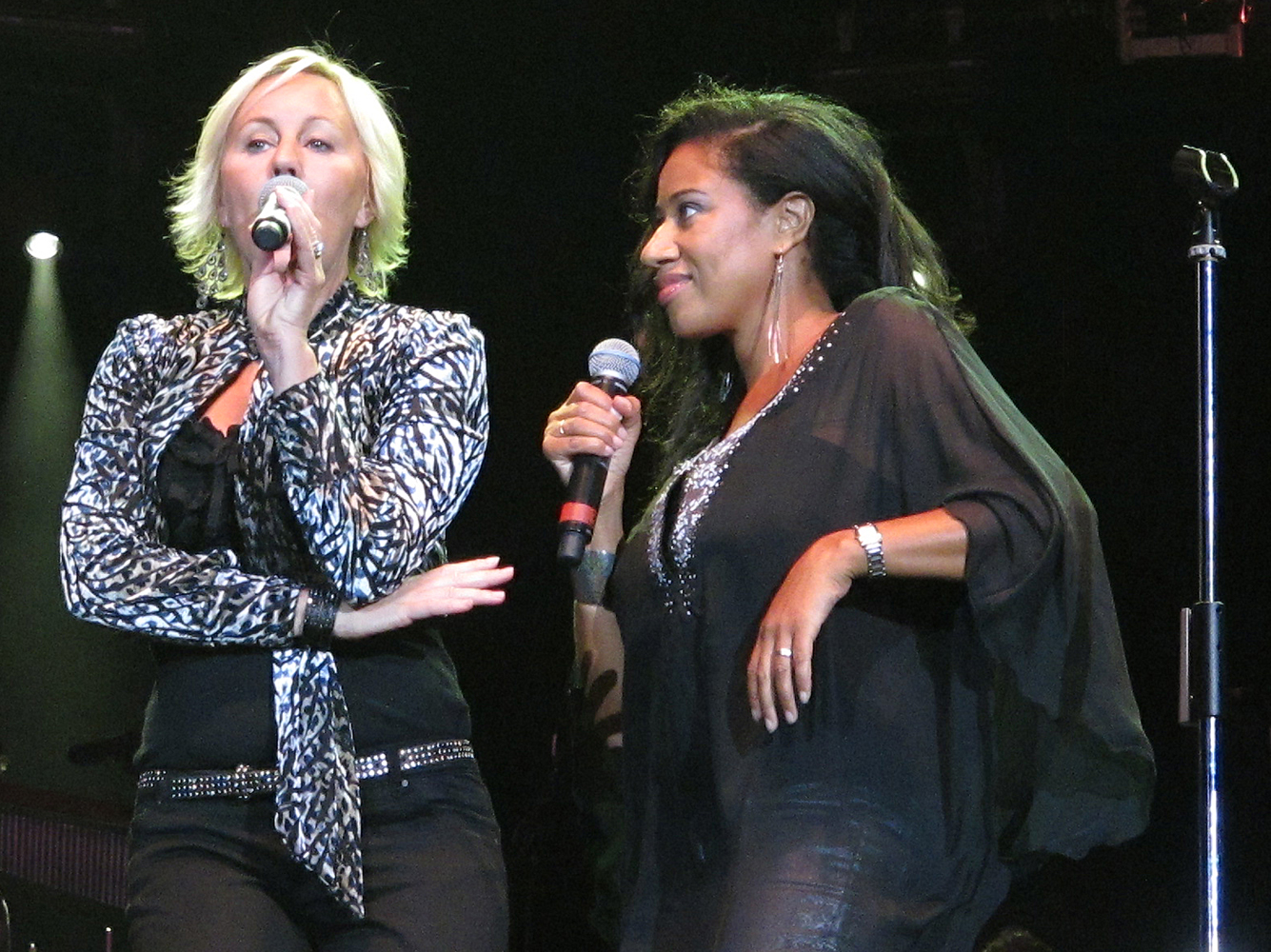
ペプシ&シャーリー、Liverpool Echo Arena、2011年。

ホリマンは、やがてワム!への繋がったバンドのメンバーとなったことはなかったが、友人のディー・C・リーと同じように、バッキング・シンガーとして演奏ごとに報酬を支払われており、その頃もまだ両親の家に住んでいた。やがてリーはデュオから離れ、スタイル・カウンシルに加入して、後にはそのリードシンガーだったポール・ウェラーと結婚することになったが、リーに代わって「ペプシ (Pepsi)」ことヘレン・デマクイールが加わり、この二人はワム!の全ての楽曲とコンサートに関わることになった。やがてジョージ・マイケルは、ワム!の主なファン層であった十代の聴衆より、もっと洗練された層に向けた音楽を創作したいと望むようになり、1986年春にはワム!の解散が発表され、最後のコンサートが1986年6月28日にウェンブリー・スタジアムで「ザ・ファイナル」と題しておこなわれた。
ワム! との活動の期間から、ホリマンとデマクイールは、自分たち自身のグループを組むことを決め、ペプシ&シャーリーと名乗っていた。ウェブリーでのコンサートの直後には、アップビートで、よりポップ色の強いジャンルのサウンドで、彼女たちはイギリスのトップ10に2曲のヒットを送り込んだ。フィル・フィアロンとタンビ・フェルナンド (Tambi Fernando) がプロデュースした「Heartache」は全英シングルチャートの2位となったが、その時に首位だったのはジョージ・マイケルとアレサ・フランクリンの「愛のおとずれ (I Knew You Were Waiting (For Me))」であった。また、タンビ・フェルナンドとピート・ハモンド (Pete Hammond) がプロデュースした「Goodbye Stranger」は、最高9位まで上昇した。
このデュオとしての活動は1989年まで続いたが、その後も、2000年に短期間再結成されて、イギリスで首位に立ったジェリ・ハリウェルの「Bag It Up」でバッキング・ボーカルを務めた。二人は、Here and Now Tour の10周年を記念して2011年6月24日に始まったツアーにも、再結成して参加した。
2002年11月29日、ジョージ・ハリスンの没後一周年におこなわれたコンサート・フォー・ジョージにも、ホリマンはバッキング・ボーカルとして参加した。

## 私生活
ホリマンは、スパンダー・バレエのベーシストで歌手のマーティン・ケンプと結婚し、娘が産まれたのを機に、恒常的な演奏活動からは引退した。ホリマンがケンプと会ったのは、共通の友人であったジョージ・マイケルの紹介を通してであり、このペアは1988年にセントルシアで結婚した。夫妻はふたりの子どもたち、娘であるハーレー・ムーン・ケンプ（Harley Moon Kemp、1989年8月 - ）と息子であるローマン・ケンプ（Roman Kemp、1993年1月 - ）をもうけた。ホリマンと娘のハーレーは、スパイス・ガールズのビデオ「Mama」のミュージックビデオに短いショットながら揃って出演した
夫ケンプが脳腫瘍のために看病が必要となり、ホリマンは仕事をやめ、1996年9月には破産を宣告され、ケンプの回復のために一家はハムステッド・ヒースからマスウェル・ヒルへと転居した。その後、ホリマンは、音楽、エンターテイメントの制作会社である Aegean の経営にあたった。
2016年12月にジョージ・マイケルが死去した後、ホリマンは、リッジリー、デマクイールとともにブリット・アワードの追悼の壇上に登った。マイケルの遺産の一部は、親族のほか、ホリマンを含む友人たちに遺された。
2020年10月、ホリマンは、夫マーティン・ケンプとともに、自伝であり、カップル関係についての指南書である『Shirlie and Martin Kemp: It's a Love Story』を出版した。夫妻はこの本について、二人の長く続いている関係について「メディアの関心が高まっている (growing media interest)」ことへの応答として書いたものだと語っている。